# Chersotis sterilis
Chersotis sterilis là một loài bướm đêm trong họ Noctuidae.